# Леченич, Джонни
Йохан Леченич (нем. Johann Lechenich, также известный как Джонни Леченич, нем. Jonny Lechenich, 10 сентября 1910 г., Бюзум, Германская Империя — 10 июня 1972 г., Гамбург, ФРГ) — немецкий капо в нацистском концлагере Освенцим (лагерный номер 19), сумевший совершить побег из лагеря; член партизанских отрядов Армии Крайовой; военнослужащий Армии Крайовой.

## Биография
Леченич входил в число первых тридцати заключённых, отобранных рапортфюрером Герхардом Паличем в концлагере Заксенхаузен для Освенцима. Эта группа получила название функциональных заключённых, и в её состав входили только лица, осуждённые за тяжкие уголовные преступления. Функциональные заключённые были переведены в лагерь еще до его открытия; Леченич прибыл в Освенцим 20 мая 1940 года.
С одобрения охраны лагеря функционалы осуществляли террор среди обычных заключённых и, по словам самого Палича, были ответственны за смерть не менее, чем двадцати пяти тысяч человек, однако в отчёте Витольда Пилецкого Леченич характеризуется положительно. Он был назначен капо, надзирающим за сельскохозяйственными работами, в частности, отвечающим за работу в коровнике, чем пользовался для того, чтобы проносить в лагерь молоко и доставать другие продукты, которые он передавал заключённым.
Леченич смог совершить побег из Освенцима 10 октября 1942 года, однако точные обстоятельства побега неизвестны. По одной из версий, он сбежал, отстав после работы от основной группы заключённых. После этого ему на дороге повстречался немецкий офицер, едущий на велосипеде, которого Джонни смог обезоружить, после чего забрал у него военную форму, документы и велосипед, и, благодаря этому, смог пересечь границу. По другой версии, Джонни сбежал не один, а вместе с польскими заключёнными Казимежем Новаковским (лагерный номер 23048) и Фредериком Клиттой (лагерный номер 637), с которыми работал в Штрафной роте.
После побега Леченич присоединился к партизанским отрядам, став членом батальона «Лес» 74-го стрелкового полка Армии Крайовой. Скрывая своё немецкое происхождение, он выдавал себя за сбитого британского или австралийского лётчика.
После войны жил в Великобритании и Германии. Умер в Гамбурге в возрасте 61-го года.